# بقايا مباني رومانية
الكنيسة الاثرية هو معلم أثري تونسي مصنف من قبل المعهد الوطني للتراث يقع في ولاية سليانة في الشمال الغربي التونسي، تحديدا في قرية قصر هلال تم تصنيف المعلم في يوم 18 ديسمبر 1894.

## مقالات ذات صلة
- قائمة المعالم الأثرية المصنفة في تونس